# Subdiviziunile Belgiei
| Communități: | Regiuni:                                                                                                   |
| --- | --- |
| | Flandra(galben)                                                                                            |
| Comunitatea flamandă(galben * )                                                                                       | |
| | Regiunea Capitalei Bruxelles(portocaliu * )                                                                |
| Comunitatea francofonă(roșu * )                                                                                       | |
| | Valonia(roșu, incl. liniile albastre)                                                                      |
| Comunitatea Germanofonă(roșu cu liniile albastre)                                                                     | |
| \| * \| Locuitorii Regiunii Capitalei Bruxelles pot aparține ori comunității francofone, ori comunității flamande. \| | |
| * | Locuitorii Regiunii Capitalei Bruxelles pot aparține ori comunității francofone, ori comunității flamande. |

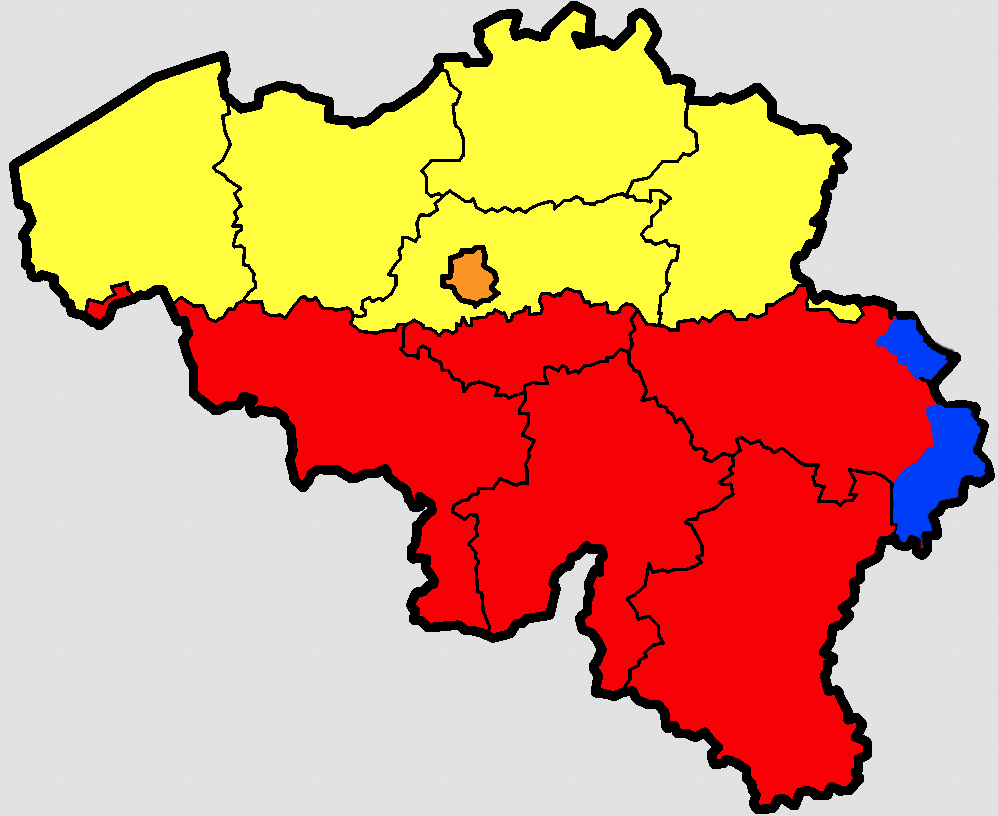
Harta Belgiei și cele trei regiuni(colorate), două dintre ele sunt divizate în provincii (liniile negre).

Belgia este un stat federal și este compusă din trei comunități, trei regiuni și patru regiuni lingvistice. Aceste subdiviziuni sunt definite de către Constituția Belgiei și împreună acoperă întreg teritoriul statului. Regiunile lingvistice au fost definite în 1963 și au fost incluse în constituție în 1970. O serie de reforme instituționale din anii 1970 și 1980 au dus la regionalizarea statului unitar și au creat o federație cu trei niveluri: nivelul federal, cel al comunităților și cel al regiunilor

## Subdiviziuni administrative
Regiunea Flamandă și Regiunea Valonă sunt organizate administrativ în 5 provincii. A treia regiune, Regiunea Capitalei Bruxelles nu conține nici o provincie. Pe cel mai de jos nivel a împărțirii administrative se găsesc cele 589 comune. 
Comunitățile, regiunile, regiunile lingvistice, provinciile și comunele sunt delimitate geografic conform Constituției. Alte niveluri de organizare administrativă sunt districtele, foste comune înainte de reorganizarea teritorială, arondismente judiciare sau administrative și districte de poliție. 
Regiunile lingvistice nu dispun de instituți ci servesc drept delimitare geografică a zonelor de competență ale comunităților și determină limba oficială a comunelor. Comunitățile nu se referă la grupuri de indivizi, ci mai degrabă la regiunile politice, lingvistice și culturale ale țării. Comunitatea flamandă are autoritate în cadrul zonei neerlandofone (care corespunde regiunii Flandra) și în Regiunea bilingvă a capitalei Bruxelles (care corespunde cu Regiunea Capitalei Bruxelles); comunitatea francofonă are autoritate doar în cadrul zonei lingvistice francofone din regiunea Valonia și în Regiunea capitalei Bruxelles, iar comunitatea germanofonă are autoritate doar într-o zonă formată din 9 comune din provincia Liège din Valonia la frontiera cu Germania. 
|                                  | Limba în care sunt oferite servicii publice de către instituții: | Limba în care sunt oferite servicii publice de către instituții: | Limba în care sunt oferite servicii publice de către instituții: | Comunitățile | Comunitățile | Comunitățile | Regiunile (și provinciile) | Regiunile (și provinciile) | Regiunile (și provinciile) | Statul Federal |  |
| Flamandă                         | Limba în care sunt oferite servicii publice de către instituții: | Limba în care sunt oferite servicii publice de către instituții: | Limba în care sunt oferite servicii publice de către instituții: | Franceză     | Germanofonă  | Flandra      | Valonia                    | Bruxelles- Capitală        |                            | Statul Federal |  |
| Flamandă                         | olandeză | franceză                                                         | germană                                                          | Franceză     | Germanofonă  | Flandra      | Valonia                    | Bruxelles- Capitală        |                            | Statul Federal |  |
| -------------------------------- | --- | ---------------------------------------------------------------- | ---------------------------------------------------------------- | ------------ | ------------ | ------------ | -------------------------- | -------------------------- | -------------------------- | -------------- |  |
| Zona lingvistică olandeză        | Da | în 12 comune (doar 'facilități')                                 | -                                                                | Da           | -            | -            | Da                         | -                          | -                          | Da             |  |
| Zona lingvistică franceză        | în 4 comune (doar 'facilități') | Da                                                               | în 2 comune (doar 'facilități')                                  | -            | Da           | -            | -                          | Da                         | -                          | Da             |  |
| Zona bilingvă Bruxelles-Capitală | Da | Da                                                               | -                                                                | Da           | Da           | -            | -                          | -                          | Da                         | Da             |  |
| Zona lingvistică germană         | - | în 9 comune (doar 'facilități')                                  | Da                                                               | -            | -            | Da           | -                          | Da                         | -                          | Da             |  |
|                                  | Prin Lege, locuitorii a 27 comune pot cere o serie limitată de servicii în una din limbile regiunii vecine, obținând astfel facilități. 'Facilitățile' există doar într-o serie de comune de a frontiera dintre regiunile Flamande și Valone, în jurul Regiunii Capitalei Bruxelles și în Valonia în două comune ce se învecinează cu zona lingvistică germană precum și pentru francofonii din această zonă. |                                                                  |                                                                  |              |              |              |                            |                            |                            |                |  |

## Competențe
Guvernul federal păstrează autoritatea asupra chestiunilor comune: justiția, apărarea, poliția federală, energia nucleară, politica monetară, datoria publică, securitatea socială și controlează o parte importantă a finanțelor publice, sistemului de sănătate și a politicii internaționale. Poșta și Societatea de căi ferate sunt companii naționale deținute de stat, care sunt în responsibilitatea guvernului federal. Guvernul federal este responsabil de obligațiile Belgiei în cadrul UE și a OTAN.
Comunitățile își exersează autoritatea în cadrul unui teritoriu bine definit de frontiere lingvistice. Inițial competențele acestora erau legate de chestiunile lingvistice: educație, cultură, media și utilizarea limbii. Treptat acestora le-au fost devoluate alte competențe care nu sunt direct legate de chestiunile lingvistice: sănătate (medicină generală și preventivă), asistență a indivizilor (protecția tinerilor, ajutor acordat familiilor, servicii de asistență a imigranților, etc.).
Regiunile au autoritate în chestiuni legate de teritoriu. Acestea includ economia, agricultura, lucrări publice, energie, transport, politica de gestionare a apei, a mediului, a locuințelor, planificarea orașelor și regională, conservarea naturii și comerțul exterior. Regiunile supraveghează provinciile, comunele și companiile de utilități intercomunale.

## Comunități
| Comunități            | Comunitatea flamandă               | Comunitatea franceză        | Comunitatea germanofonă       |
| Numele în neerlandeză | Vlaamse Gemeenschap                | (Franse Gemeenschap)        | (Duitstalige Gemeenschap)     |
| Numele în franceză    | (Communauté flamande)              | Communauté française        | (Communauté germanophone)     |
| Numele în germană     | (Flämische Gemeinschaft)           | (Französische Gemeinschaft) | Deutschsprachige Gemeinschaft |
| Localizare            |                                    |                             |                               |
| Steag                 |                                    |                             |                               |
| Capitală              | Bruxelles (împreună cu Flandra)    | Bruxelles                   | Eupen                         |
| Ministru Președinte   | Kris Peeters (împreună cu Flandra) | Marie Arena                 | Karl-Heinz Lambertz           |
| Site                  | www.flanders.be                    | www.cfwb.be                 | www.dglive.be                 |

## Regiuni
| Regiuni               | Flandra                                                         | Regiunea Capitalei Bruxelles     | Valonia                                                     |
| Numele în neerlandeză | Vlaams gewest                                                   | Brussels Hoofdstedelijk Gewest   | (Waals gewest)                                              |
| Numele în franceză    | (Région Flamande)                                               | Région Capitale Bruxelles        | Région Walonne                                              |
| Numele în germană     | (Flämische Region)                                              | (Hauptstadtregion Brüssel)       | Wallonische Region                                          |
| Localizare            |                                                                 |                                  |                                                             |
| Steag                 |                                                                 |                                  |                                                             |
| Capitala              | Bruxelles                                                       | Bruxelles                        | Namur                                                       |
| Suprafață             | 13.522 km² (44.29% din Belgia)                                  | 161 km² (0.53% din Belgia)       | 16.844 km² (55.18% din Belgia)                              |
| Provincii             | Anvers Brabantul Flamand Flandra de Est Flandra de Vest Limburg | nici una                         | Brabantul Valon Hainaut Liège Luxembourg Namur              |
| Populație             | 6.117.440[2007] (58% din Belgia)                                | 1.031.215[2007] (10% din Belgia) | 3.435.879[2007] (32% din Belgia)                            |
| Densitatea populației | 452/km²                                                         | 6405/km²                         | 203/km²                                                     |
| Ministru Președinte   | Kris Peeters                                                    | Charles Picqué                   | Rudy Demotte                                                |
| Site                  | www.flanders.be                                                 | www.brussels.irisnet.be          | www.wallonie.be Arhivat în 31 mai 2012, la Wayback Machine. |

### Regiunea Flamandă
Regiunea Flamandă sau Flandra (neerlandeză Vlaams Gewest sau Vlaanderen) ocupă partea nordică a Belgiei. Are o suprafață de 13.522 km² (44.29% din Belgia), este divizată în 5 provincii și conține 308 comune. 
Limba oficială este limba olandeză, de multe ori denumită de către locuitori limba flamandă. Franceza poate fi folosită în anumite scopuri administrative în 12 comune cu 'facilități' situate în jurul Regiunii Capitalei Bruxelles și la frontiera cu Valonia.
Bruxelles face poarte din Flandra, dar doar pentru locuitorii flamanzi ai acestuia și pentru instituțiile locale. Este capitala oficială a Flandrei. Imediat după federalizarea statului, Regiunea și Comunitatea Flamandă și-au transferat competențele către instituții comune, astfel că ambele sunt conduse de un singur ministru-președinte, guvern și Parlament.

### Regiunea Capitalei Bruxelles
Regiunea Capitalei Bruxelles (franceză Région de Bruxelles-Capitale, neerlandeză Brussels Hoofdstedelijk Gewest, germană Die Region Brüssel-Hauptstadt) sau Regiunea Bruxelles este situată în centrul țării, complet enclavată în provincia Brabantul Flamand din Regiunea Flamandă. Are o suprafață de 162 km² (0.53% din Belgia) fiind astfel cea mai mică regiune. Regiunea conține orașul Bruxelles care este capitala federală și regională. Din populație ±85% sunt francofoni și ±15% sunt flamanzi. Regiunea este oficial bilingvă, franceza și olandeza fiind ambele oficiale. 
Regiunea este formată din 19 comune centrate în jurul orașului Bruxelles. Din motive legate de tensiunile dintre comunități, aceste comune nu au fost reorganizate administrativ la ultimele reforme teritoriale, astfel că multe dintre acestea sunt printre cele mai mici comune în Belgia. Conform articolului 194 al Constituției Belgiei, capitala statului este Orașul Bruxelles. Cu toate acestea, fondurile alocate de către guvernul federal și regional pentru rolul reprezentativ al capitalei sunt divizate între cele 19 comune, iar unele instituții sunt situate în celelalte 18 comune ale regiunii capitalei. Astfel, cu toate că doar orașul Bruxelles este capitala de jure a țării, întreaga regiune are rolul de facto de capitală.
Regiunea Bruxelles nu este o provincie și nu aparține vreuneia. În cadrul acesteia majoritatea competențelor provinciale au fost atribuite instituțiilor regionale, restul competențelor, în principal cele de asigurare a respectării ordinii publice, sunt asigurate de către Guvernor al Capitalei-Bruxelles (franceză Gouverneur de Bruxelles-Capitale, neerlandeză Gouverneur van Brussel-Hoofdstad).
Datorită caracterului bilingv și bicomunitar, în Bruxelles cele două comunități majore, ces franceză respectiv flamandă, au instituții proprii ce implementează politicile comunităților la nivelul regiunii capitalei: Comisia comunitară franceză (franceză Commission communautaire française sau COCOF) și Comisia comunitară flamandă (neerlandeză Vlaamse Gemeenschapscommissie, VGC), fiecare cu câte un consiliu format din membrii comunităților respective și cu un corp de conducere format din miniștrii și secretari de stat.

### Regiunea Valonă
Regiunea Valonă sau Valonia (franceză Région Wallonne sau Wallonie) ocupă partea sudică a Belgiei. Are o suprafață de 16/844 km² (55.18% of Belgium), este divizată în 5 provincii și conține 262 comune. Capitala sa este orașul Namur.
Limbile oficiale sunt limba franceză și, doar în nouă comune din est ce formează comunitatea germanofonă ce au fost cedate de Germania după primul război mondial, limba germană. Neerlandeza poate fi folosită în anumite scopuri administrative în 4 comune cu 'facilități' situate la frontiera cu Valonia și germana poate fi folosită în două de astfel de comune lângă zona comunității germanofone.